# HD 181433 d
HD 181433 d (بالإنجليزية: HD 181433 d)‏ الذي يرمز له بالرمز HD 181433d، هو كوكب خارج المجموعة الشمسية، في كوكبة الطاووس، يتبع HD 181433 ‏.

## الاكتشاف
اكتشف في 9 ديسمبر 2008.